# Ministeri de Finances de Letònia
El Ministeri de Finances de Letònia (en letó:Latvijas Republikas Finanšu ministrija) és la institució administrativa estatal de Letònia, reguladora al sector financer. Les seves tasques principals són el desenvolupament, organització i coordinació de la política financera i realitzar d'altres funcions legals de regulació externa. El Ministeri de Finances en l'àmbit polític està liderat pel Ministre d'Hisenda. Durant el primer govern provisional de Letònia va ser ministre de Finances Karl Puriņš (1918-1919), mentre que l'actual ministre d'Hisenda és John Reirs nomenat el 2014.
El Ministeri de Finances de Letònia es va establir el 19 de novembre de 1918, quan el Consell Popular va aprovar donar poders al Govern Provisional de Letònia.

## Edifici
L'edifici del Ministeri de Finances va ser especialment construït a Riga, al carrer Smilšu 1. Es va promoure un concurs de disseny el 1936, el primer lloc va ser guanyat per l'arquitecte Alexander Klinklāvs a qui es va confiar el desenvolupament i la gestió de projecte final. Les obres van durar des de 1937 fins a 1940 quan es va inaugurar l'ús parcial de l'edifici el 9 de febrer de 1940. Les obres van continuar fins al principi de la Segona Guerra Mundial quan van haver de ser suspeses i no van ser realitzades totalment en la seva original monumentalitat projectada.